# Cancillería Federal (Suiza)
La Cancillería Federal (en alemán: Bundeskanzlei, en francés: Chancellerie fédérale, en italiano: Cancelleria federale) es un organismo, con rango de departamento, de la Administración Federal de Suiza. Se encarga de la organización del personal del Gobierno federal, el Consejo Federal suizo. Desde 2024 está encabezada por el canciller federal Viktor Rossi, del Partido Verde Liberal.

## Historia
La cancillería fue creada en 1848, aunque algunos sitúan su origen en el Acta de Mediación de 1803. Desde su creación hasta 1895 fue un organismo dependiente del Departamento Federal del Interior, y después de esa fecha pasó a depender del Departamento Federal de Asuntos Exteriores hasta 1967, cuando se convirtió en un organismo independiente.